# Aptesis concolor
Aptesis concolor är en stekelart som beskrevs av Johannes Friedrich Ruthe 1859. Aptesis concolor ingår i släktet Aptesis och familjen brokparasitsteklar. Inga underarter finns listade.